# キーアン・イーガン

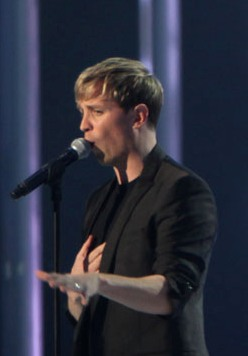
キーアン・イーガン

キーアン・イーガン（Kian Egan、本名:Kian John Francis Egan（キーアン・ジョン・フランシス・イーガン）1980年4月29日 - ）アイルランド、スライゴ出身の歌手。人気グループ、ウエストライフのメンバー。

## 来歴
生まれ故郷であるスライゴで高校を卒業し、パンク・ロックグループの一員として、そしてグループ、IOUのメンバーとして活躍した。ここで後にウエストライフを共に結成することになるシェーン・フィラン、マーク・フィリーと出会う。(IOU時代に仕上げた曲、"Don't Let Me Go"やWhen You Come Around"はウエストライフの3rdアルバム、"World Of Our Own"に収録されている)。多数の楽器をこなせ、主にギターを得意としており、コンサートなどではたびたび披露している。お気に入りのバンドとして、メタリカもあげている。
趣味はサーフィンで、休日はビーチで過ごすことが多い。
ウエストライフでは、バックコーラスを担当することが多く、ソロパートはほとんどない。しかし、メンバーであったブライアン・マックファーデンが脱退して5人から4人になってからはソロパートを受け持つことが多くなった。
2012年からはThe Voice of Irelandのコーチを務めている。
2014年にソロデビュー。3ヶ月という短期間で制作を強いられたイーガンは、1stアルバム"Home"をリリース。ソロデビューとしてはまずまずなセールスを記録し、現在は2015年のリリースを目指して、2ndアルバムを製作中。1stアルバムはお気に入りの10曲をカバーしたものであるが、2ndアルバムはオリジナル曲になるだろうと本人は公言している。なお、1stアルバムは「Westlifeから遠くないことをやっている」といっていたが、1stアルバムについては「Westlifeからかけ離れたものになる」と断言すると同時に「チャートインしなくても気にしない」とも述べている。

## 私生活
2007年12月25日に以前から交際していたイギリスの女優ジョディ・アルバート(Jodi Albert)と婚約。
2009年5月8日に結婚する。
2011年12月20日に第一子となる男児が誕生する。コア(Koa)と命名。コアはハワイ語であり、「勇敢な」という意味を持っている。
2015年5月21日に第二子となる男児が誕生する。ジーキー(Zekey)と命名。
2017年3月30日（現地時間）に、第三子を授かったことをInstagramにて報告した。
2017年9月29日（現地時間）に、第三子となる男児が誕生する。コビー(Cobi)と命名。